# Оконешниковский район
Оконе́шниковский район — административно-территориальная единица (район) и муниципальное образование (муниципальный район) на юго-востоке Омской области России.
Административный центр — посёлок городского типа Оконешниково.

## География
Площадь района — 3100 км².

## История
Район образован в январе 1935 года:
- 10 сельских советов передано из Калачинского района (Елизаветинский, Золотонивский, Крестинский, Любимовский, Николаевский, Оконешниковский, Пресновский, Сергеевский, Чистовский, Язовский);
- 2 сельских совета передано из Черлакского района (Андреевский, Вознесенский).[5]

В марте 1935 года из Изылбашского района передан Павловский сельский совет.
В конце 1930-х годов центр Любимовского сельского совета перенесён из села Любимовка в село Константиновка.
В 1952 году центр Вознесенского сельского совета перенесён из села Вознесенка в село Мариновка. Центр Любимовского сельского совета перенесён из села Константиновка в село Любимовка.
В 1953 году из Чистоозёрного района Новосибирской области был передан Аульный сельский совет.
В 1954 году Вознесенский сельский совет присоединён к Андреевскому. Аульный сельский совет присоединён к Чистовскому. Камышинский сельский совет присоединён к Сергеевскому. Елизаветинский сельский совет присоединён к Золотонивскому. Николаевский сельский совет переименован в Красовский с переносом центра из села Николаевка в село Красовка.
В 1957 году Пресновский сельский совет присоединён к Красовскому.
В 1960 году Чистовский сельский совет присоединён к Крестинскому. Сергеевский сельский совет присоединён к Золотонивскому, Любимовскому, Оконешниковскому.
В 1961 году Язовский сельский совет переименован в Чистовский с переносом центра из села Язово в село Чистово. Изменены границы между Красовским, Крестинским сельскими советами.
В 1963 году район упразднён. Территория передана в Калачинский район (Андреевский, Золотонивский, Красовский, Крестинский, Любимовский, Оконешниковский, Павловский, Чистовский сельские советы).
В 1965 году район восстановлен из части Калачинского района (Андреевский, Золотонивский, Красовский, Крестинский, Любимовский, Оконешниковский, Сергеевский, Чистовский сельские советы).
В 1970 году центр Андреевского сельского совета перенесён из села Андреевка в село Маяк.
В 1986 году из частей Красовского и Оконешниковского сельских советов образован Куломзинский.
В 1987 году село Оконешниково преобразовано в рабочий посёлок. Оконешниковский сельский совет преобразован в поселковый совет.
В 2008 году из учётных данных исключён 1 населённый пункт (деревня Новокрестики).

## Население
| 1959    | 1970    | 1979    | 1989    | 2002    | 2009    | 2010    |
| ------- | ------- | ------- | ------- | ------- | ------- | ------- |
| 24 351  | ↘22 421 | ↘20 445 | ↘19 744 | ↘17 280 | ↘16 406 | ↘14 791 |
| 2011    | 2012    | 2013    | 2014    | 2015    | 2016    | 2017    |
| ↘14 744 | ↘14 439 | ↘14 215 | ↘13 972 | ↘13 785 | ↘13 674 | ↘13 497 |
| 2018    | 2019    | 2020    | 2021    | 2023    |         |         |
| ↘13 350 | ↘13 150 | ↘13 024 | ↘12 132 | ↘11 914 |         |         |

### Урбанизация
В городских условиях (рабочий посёлок Оконешниково) проживают 39,22 % населения района.

### Национальный состав
По Всероссийской переписи населения 2010 года
| Национальность  | Численность населения, чел. | Доля от населения |
| --------------- | --------------------------- | ----------------- |
| Казахи          | 722                         | 4,88              |
| Коми            | 97                          | 0,66              |
| Немцы           | 259                         | 1,75              |
| Русские         | 12778                       | 86,39             |
| Татары          | 143                         | 0,97              |
| Украинцы        | 240                         | 1,62              |
| Чуваши          | 87                          | 0,59              |
| Эстонцы         | 147                         | 0,99              |
| Прочие          | 318                         | 2,15              |
| Итого по району | 14791                       | 100,00            |

## Муниципально-территориальное устройство
В Оконешниковском районе 32 населённых пункта в составе одного городского и восьми сельских поселений:
| № | Городское и сельские поселения      | Административный центр       | Количество населённых пунктов | Население | Площадь, км2 |
| - | ----------------------------------- | ---------------------------- | ----------------------------- | --------- | ------------ |
| 1 | Оконешниковское городское поселение | рабочий посёлок Оконешниково | 3                             | ↘4807     | 303,72       |
| 2 | Андреевское сельское поселение      | село Маяк                    | 3                             | ↘735      | 299,76       |
| 3 | Золотонивское сельское поселение    | село Золотая Нива            | 5                             | ↗1417     | 307,82       |
| 4 | Красовское сельское поселение       | село Красовка                | 4                             | ↘639      | 268,23       |
| 5 | Крестинское сельское поселение      | село Крестики                | 3                             | ↘844      | 361,12       |
| 6 | Куломзинское сельское поселение     | село Куломзино               | 2                             | ↘454      | 211,46       |
| 7 | Любимовское сельское поселение      | село Любимовка               | 5                             | ↘1334     | 425,07       |
| 8 | Сергеевское сельское поселение      | село Сергеевка               | 5                             | ↘787      | 305,27       |
| 9 | Чистовское сельское поселение       | село Чистово                 | 3                             | ↘897      | 602,21       |

| №  | Населённый пункт | Тип             | Население | Муниципальное образование           |
| -- | ---------------- | --------------- | --------- | ----------------------------------- |
| 1  | Алексеевка       | деревня         | ↘174      | Чистовское сельское поселение       |
| 2  | Андреевка        | деревня         | ↘83       | Андреевское сельское поселение      |
| 3  | Березовка        | деревня         | ↘121      | Золотонивское сельское поселение    |
| 4  | Васильевка       | деревня         | ↘22       | Красовское сельское поселение       |
| 5  | Волчино          | деревня         | ↘40       | Сергеевское сельское поселение      |
| 6  | Елизаветино      | деревня         | ↘170      | Золотонивское сельское поселение    |
| 7  | Золотая Нива     | село            | ↘1299     | Золотонивское сельское поселение    |
| 8  | Камышино         | деревня         | ↘71       | Любимовское сельское поселение      |
| 9  | Кирилловка       | деревня         | ↘85       | Любимовское сельское поселение      |
| 10 | Костяковка       | деревня         | ↘185      | Любимовское сельское поселение      |
| 11 | Кочковатое       | деревня         | ↘163      | Сергеевское сельское поселение      |
| 12 | Красовка         | село            | ↘722      | Красовское сельское поселение       |
| 13 | Крестики         | село            | ↘752      | Крестинское сельское поселение      |
| 14 | Куломзино        | село            | ↘474      | Куломзинское сельское поселение     |
| 15 | Ленинск          | деревня         | ↘120      | Крестинское сельское поселение      |
| 16 | Любимовка        | село            | ↘1348     | Любимовское сельское поселение      |
| 17 | Мариновка        | деревня         | ↘52       | Андреевское сельское поселение      |
| 18 | Маяк             | село            | ↘761      | Андреевское сельское поселение      |
| 19 | Миргородка       | деревня         | ↘15       | Красовское сельское поселение       |
| 20 | Михайловка       | деревня         | ↘74       | Оконешниковское городское поселение |
| 21 | Николаевка       | деревня         | ↘169      | Золотонивское сельское поселение    |
| 22 | Оконешниково     | рабочий посёлок | ↘4673     | Оконешниковское городское поселение |
| 23 | Ольховка         | деревня         | ↘86       | Сергеевское сельское поселение      |
| 24 | Орловка          | деревня         | ↘123      | Крестинское сельское поселение      |
| 25 | Павловка         | деревня         | ↘108      | Сергеевское сельское поселение      |
| 26 | Пресновка        | деревня         | ↘237      | Куломзинское сельское поселение     |
| 27 | Рождественка     | деревня         | ↘168      | Любимовское сельское поселение      |
| 28 | Сергеевка        | село            | ↘664      | Сергеевское сельское поселение      |
| 29 | Соловьёвка       | деревня         | ↘54       | Золотонивское сельское поселение    |
| 30 | Стрельниково     | деревня         | ↗133      | Оконешниковское городское поселение |
| 31 | Чистово          | село            | ↘909      | Чистовское сельское поселение       |
| 32 | Язово            | деревня         | ↘204      | Чистовское сельское поселение       |

### Упразднённые населённые пункты
- деревня Ново-Крестики (?-2008)
- деревня Грибоедовка (1912 - ?)
- деревня Октябрьское (8 ноября 2020 года)
- деревня Рыбинка (1909-1989)

## Экономика
В 1917 году в Оконешниковском районе засевалось 228 тыс. десятин. В 1921 131 тысяча десятин (часть потерь легла на засуху). С 1925 года вновь начинают увеличиваться посевные площади, разворачивается кооперация. В 1929 происходит улучшение производства продукции. В среднем на каждый двор приходилось по 1,8 лошади, 2,4 коровы, средний надел составлял 5 десятин. В 1935 году в районе действовало 12 сельпо, которые обслуживали 49 колхозов. Наличие крупного рогатого скота на 1 января 1935 по колхозам — 2577 голов, в том числе 877 коров. У колхозников и единоличников было на 1 января 1935 4697 голов крупного рогатого скота.
В 1954 году началось освоение целинных и залежных земель района.
Статистика показала, что в районе среднегодовые объёмы производства и заготовок сельхозпродукции с 1970-х годов стремительно падали, а последующая корректировка планов создавала лишь ложную картину стабильности. Например, если молока район в 9-й пятилетке заготавливал 23911 тонн, то в 11-й — 18741 тонну; мяса в 9-й пятилетке производилось 4520 тонн, в 11-й — 3111 тонн. К этому следует добавить, что убыточные совхозы в прошлом задолжали государству более 65 миллионов рублей.
Но был в истории района отрезок времени, когда он выходил на передовые рубежи в области. Это начало и середина 1960-х годов. Именно тогда району были вручены Центральные Красные знамёна на вечное хранение за достижения в сельском хозяйстве. Тогда же зародилась в районе новая форма труда — арендная.

## Культура
Управление культуры администрации Оконешниковского муниципального района Омской области является исполнительным органом в структуре администрации Оконешниковского муниципального района, осуществляющим управление муниципальными учреждениями культуры и дополнительного образования.
В сферу культуры Оконешниковского района сегодня входят:
- МБУК «Оконешниковская межпоселенческая клубная система» — включает 23 учреждения клубного типа, в том числе Оконешниковский межпоселенческий Дом культуры, Центр народной традиционной культуры «Слобода», 4 народных коллектива; в культурно — досуговых учреждениях ежегодно проходит более 4 тыс. мероприятий, работает около двухсот клубных формирований, в которых занимаются более 2 тыс. человек.
- МКУК «Оконешниковская межпоселенческая библиотечная система» — включает 17 библиотек, обслуживает 8,7 тыс. пользователей, книжный фонд составляет 125 тысяч экземпляров.
- МКУК «Оконешниковский межпоселенческий историко-краеведческий музей» ежегодно посещают около 6000 человек; основной фонд музея составляет 5845 единиц хранения.
- МКОУ ДО «Оконешниковская школа искусств» — на четырёх отделениях: художественное, музыкальное, хореографическое и хоровое обучается 164 учащихся.
- МКУ «Центр финансово — экономического и хозяйственного обеспечения учреждений в сфере культуры»

## Образование
В районе действуют 9 средних общеобразовательных школ, 5 детских садов, 20 библиотек, 9 домов культуры, 14 сельских клубов, детская школа искусств, краеведческий музей.
В районном центре работает две средние общеобразовательные школы МБОУ «Оконешниковская СШ № 1» и МБОУ «Оконешниковская СШ № 2». СШ № 2 открыта в августе 2002 года. В 2008 году СШ № 1 и СШ № 2 объединились в МБОУ «Оконешниковская СШ».

## Достопримечательности
Памятники истории, архитектуры, археологии и монументального искусства
- мемориальный комплекс погибшим в годы Великой Отечественной войны 1941—1945 годы, дата открытия 1995 год, Оконешниково
- обелиск воинам-землякам, погибшим в годы Великой Отечественной войны 1941—1945 годы, установлен в 1970 году, Оконешниково
- памятник В. И. Ленину, установлен в 1967 году, дом культуры Оконешниково
- бюст Героя Советского Союза И. И. Стрельникова, установлен в 1972 году, Оконешниково
- могила В. Т. Ерёменко, партизана (1888—1924), организована в 1967 году, деревня Кочковатое
- братская могила 9-ти крестьян, расстрелянных белогвардейцами 27 сентября 1919 года, организована в 1969 году, северо-западная окраина села Сергеевка
- могила председателя колхоза Е. Ф. Котова, убитого кулаками в 1923 году, организована в 1930 году, деревня Андреевка